# Water of Leith

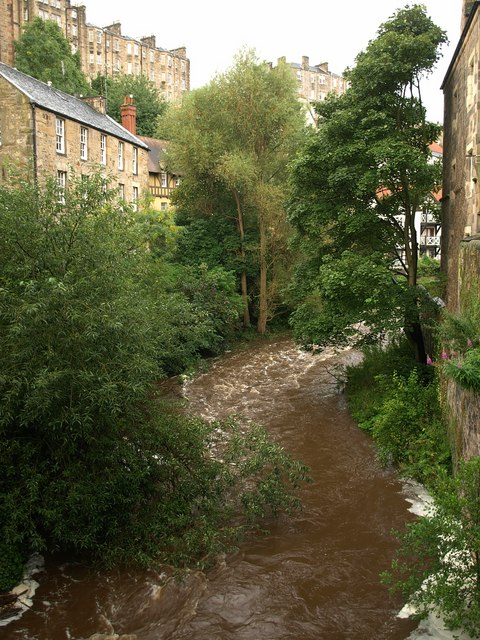
Em Dean Village a noroeste do centro da cidade de Edimburgo

Water of Leith é o principal rio de Edimburgo, Escócia.

Nasce nas encostas das Pentland Hills, em West Lothian, a montante da barragem Harperrig Reservoir, pela qual flui. Em seguida, serpenteia por  Edimburgo, desde o subúrbio de Balerno, no sudoeste, até o porto de Leith, no nordeste da cidade, onde deságua no estuário do rio Forth, depois de um decurso de 29 km. A sua bacia hidrográfica abrange 117 km².